# Camarea ericoides
Camarea ericoides är en tvåhjärtbladig växtart som beskrevs av Augustin François César Prouvençal de Saint-Hilaire.
Camarea ericoides ingår i släktet Camarea och familjen Malpighiaceae. Inga underarter finns listade i Catalogue of Life.

## Bildgalleri

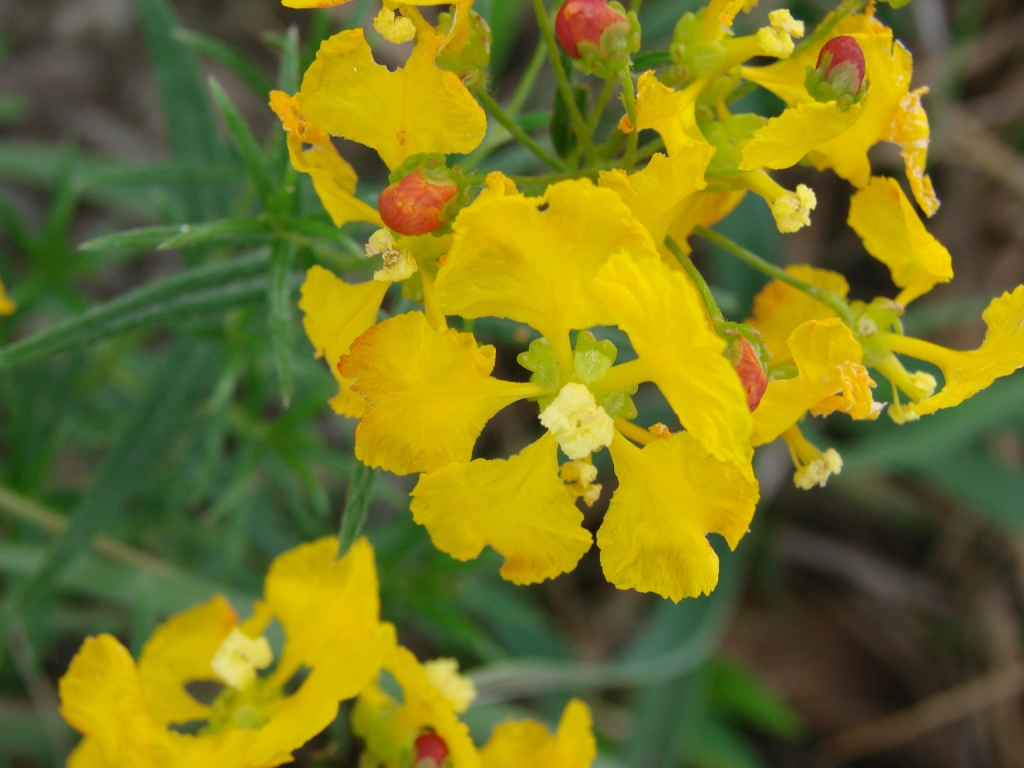